# Taurenes pagasts
Taurenes pagasts er en territorial enhed i Vecpiebalgas novads i Letland. Pagasten havde 979 indbyggere i 2010 og 882 indbyggere i 2016 og omfatter et areal på 102,40 kvadratkilometer. Hovedbyen i pagasten er Taurene.